# Marc Lanjean
Jean Marcland, connu sous le pseudonyme Marc Lanjean, né le 7 novembre 1903 à Limoges et mort le 26 février 1964 à Neuilly-sur-Seine, est un compositeur français.

## Biographie
Marc Lanjean fait ses classes de piano et de solfège au conservatoire de sa ville natale. À la fin de ses études secondaires, il souhaite se consacrer à la musique mais son père, Raymond Marcland, médecin célèbre en Limousin s'y oppose et il commence alors des études de médecine. Venu terminer celles-ci à Paris, il arrondit ses fins de mois comme pianiste de jazz dans différents cabarets. C'est alors qu'il retourne son nom, qui devient Marc Lanjean, pour son activité nocturne.
C'est après avoir obtenu son doctorat en médecine et à la faveur du remplacement de Wiener et Clément Doucet au Bœuf sur le toit qu'il rencontre Ray Ventura. Celui-ci lui propose de rejoindre l'orchestre qu'il vient de monter. Pendant plusieurs années il voyage avec l'orchestre, alternant entre le piano et la batterie, écrivant des arrangements et ses premières chansons.
Contraint de faire son service militaire en 1930, il quitte l'orchestre et part pour le Maroc comme médecin militaire. De retour en France il réintègre l'orchestre qu'il quittera définitivement à la faveur de son mariage en 1934, lassé des tournées incessantes. Il entre alors à la Sécurité sociale comme médecin-chef tout en continuant son activité d'arrangeur et d'auteur-compositeur et débutant comme compositeur de musique de film.
Mobilisé dès le début de la guerre il part au front comme médecin, où il sera fait prisonnier. Revenu de captivité, il abandonne alors définitivement la médecine pour se consacrer entièrement à la musique. Pianiste chez Jacques Hélian, puis accompagnateur d'André Dassary – pour lequel il écrit de nombreuses chansons – il retrouve en 1946 Ray Ventura, de retour des États-Unis, qui lui propose la direction d'une de ses maisons d'édition musicale qu'il crée à ce moment. Il occupera ce poste jusqu'à la fin de sa vie, découvrant de nombreux talents – dont Georges Brassens – tout en écrivant toujours de nombreuses chansons (Maladie d'amour avec Salvador, Le Grisbi avec Jean Wiener…) et musiques de films (Razzia sur la chnouf avec Jean Gabin, La Peau de l'ours avec Jean Richard…).

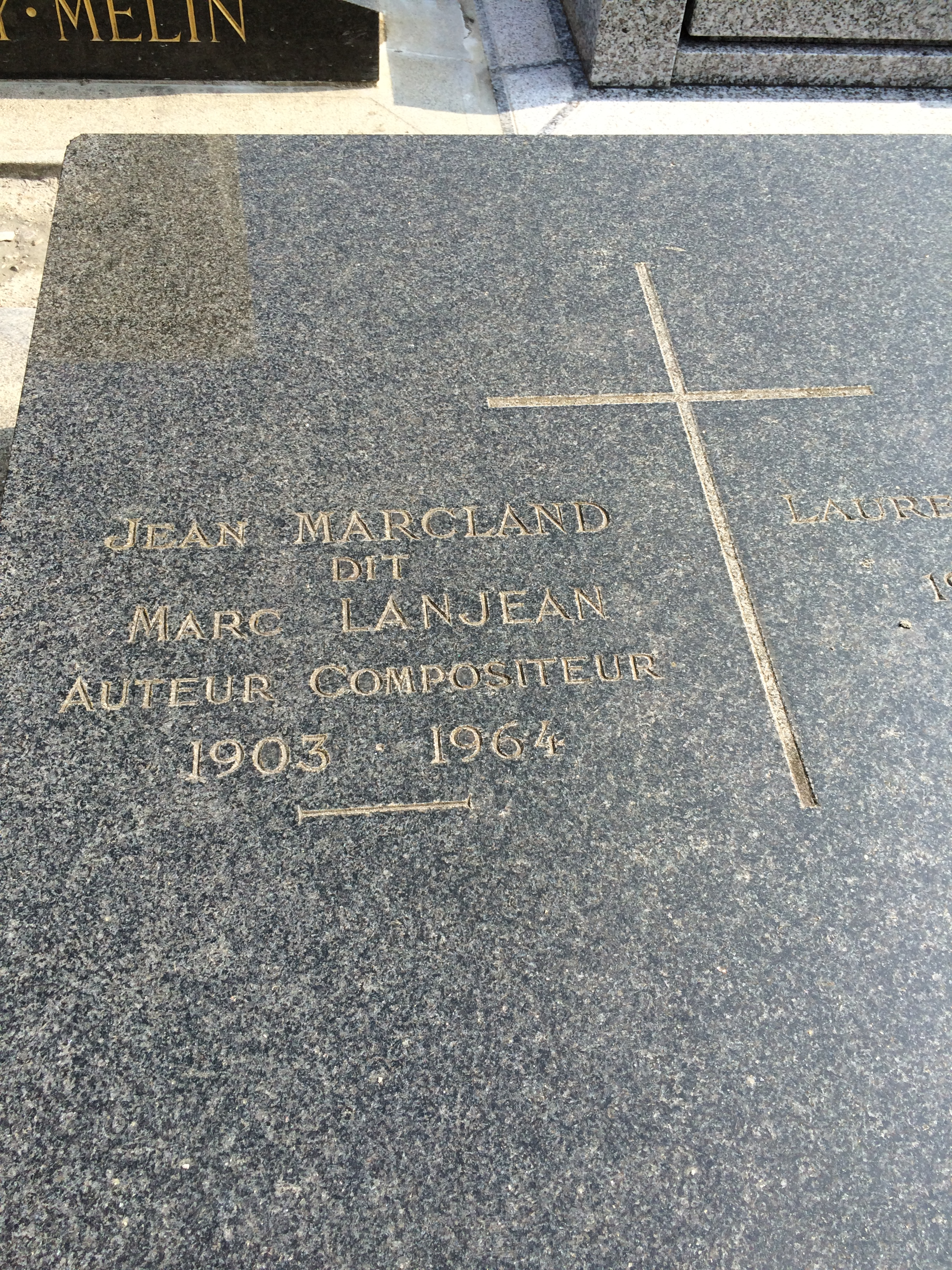
Tombe de Marc Lanjean au cimetière ancien de Neuilly-sur-Seine (division 2).

Il est élu administrateur de la Sacem en 1962, puis président du SIAC[réf. nécessaire] (Syndicat indépendant des auteurs et compositeurs).
Il meurt en 1964 des suites d'un cancer, juste après avoir terminé sa dernière musique de film Les Parias de la gloire d'Henri Decoin.
Il repose au cimetière ancien de Neuilly-sur-Seine (division 2).

## Œuvre
Son œuvre comprend plusieurs dizaines de musiques de films et plus de deux cents chansons, dont « Arsenic blues », musique du film La Peau de l'ours, empruntée l'année suivante pour devenir le générique très connu de la série télévisée française de Claude Loursais Les Cinq Dernières Minutes. Il est également l'auteur du livret de l'opéra La Princesse de Clèves de Jean Françaix, créé en 1965, après sa mort, auquel il consacre une monographie : Jean Françaix, musicien français  publiée aux éditions Contact. Plusieurs de ses poèmes sont édités chez Pierre Seghers.

## Filmographie partielle
- 1942 : Mademoiselle Swing de Richard Pottier
- 1942 : Au Temps des fiacres de Jean Legrand
- 1947 : Le Mariage de Ramuntcho de Max de Vaucorbeil
- 1948 : Après l'amour de Maurice Tourneur
- 1951 : Rue des Saussaies de Ralph Habib
- 1951 : Victor de Claude Heymann
- 1951 : La Plus Belle Fille du monde de Christian Stengel
- 1954 : Ouvert contre X de Richard Pottier
- 1954 : Razzia sur la chnouf d'Henri Decoin
- 1957 : La Peau de l'ours de Claude Boissol
- 1958 : Tant d'amour perdu de Léo Joannon
- 1964 : Les Parias de la gloire d'Henri Decoin